# Hokej na koturaljkama
Hokej na koturaljkama (poznat i kao rink hokej) je uz hokej na ledu i hokej na travi najpopularniji hokejaški sport. Vrlo je sličan inline hokeju, s tom razlikom da kod hokeja na koturaljkama igra 5 igrača (4 u polju i golman) i udaraju u palicu ili blokiraju tijelom, dok se kod inline hokeja udara u pak (nema dodira igrača) i koriste se inline koturaljke.

## Najpoznatija natjecanja
- Svjetsko prvenstvo
- Europsko prvenstvo
- Kup europskih prvaka
- Kup kontinenta
- Hokej na koturaljkama na Mediteranskim igrama